# Кума (река, Парамушир)
Кума — река на острове Парамушир в России. Длина — 18 км. Площадь водосборного бассейна — 114 км².
Общее направление течения с северо-запада на юго-восток. Впадает в Тихий океан.
Основные притоки: Крепостная, Киска, Курилочка.

## Данные водного реестра
По данным государственного водного реестра России относится к Амурскому бассейновому округу.
Код водного объекта 20050000312118300010485